# Государственные награды Нагорно-Карабахской Республики
Госуда́рственные награ́ды Наго́рно-Караба́хской Респу́блики — награды, которыми награждались граждане непризнанной Нагорно-Карабахской Республики (НКР) за исключительные заслуги перед НКР. Высшей наградой НКР являлось звание «Герой Арцаха». Государственные награды НКР основаны на государственных наградах Армении.

## Виды государственных наград
- Высшее звание непризнанной НКР — Герой Арцаха
- Ордена НКР
- Медали НКР
- Почётные звания НКР

### Ордена
| Название ордена                     | Описание | Изображение |
| ----------------------------------- | --- | ----------- |
| Орден «Золотой орёл»                | Орден «Золотой орёл» вручался лицам, удостоенным высшего звания Нагорного Карабаха — «Герой Арцаха».                                                                                             |             |
| Орден «Боевой крест» I и II степени | Данным орденом первой и второй степеней награждались воины и офицеры Армии обороны НКР за исключительную отвагу и мужество, проявленные при защите Родины.                                       |             |
| Орден «Григор Лусаворич»            | Этим орденом награждались за исключительные заслуги в деле повышения благосостояния НКР. |             |
| Орден «Месроп Маштоц»               | Орденом «Месроп Маштоц» награждались за выдающиеся достижения в области экономики, науки, культуры, здравоохранения, которые способствовали прогрессу жизнедеятельности нации и процветанию НКР. |             |

### Медали
| Название медали               | Описание | Изображение |
| ----------------------------- | --- | ----------- |
| Медаль «За отвагу»            | Медалью награждались военнослужащие рядового, командного и руководящего состава Армии обороны НКР за личное мужество и отвагу, проявленные в боевых и военных действиях, при защите неприкосновенности государственных границ, в борьбе против диверсантов, шпионов и других врагов республики. Этой медалью награждались также не находящиеся в рядах Армии обороны лица, которые проявили умение, предприимчивость и смелость, способствовали успеху боевых действий на фронте, обеспечению безопасности населения республики, жизни и здоровья людей, подвергая собственную жизнь опасности. |             |
| Медаль «За боевые заслуги»    | Медалью «За боевые заслуги» награждались служащие Вооружённых сил, полиции, Службы национальной безопасности, лица, которые способствуют успешному выполнению боевых задач, а также за повышение боевой готовности войск и мужество, проявленное при защите границ. |             |
| Медаль «За освобождение Шуши» | Медалью «За освобождение Шуши» награждались те военнослужащие Вооружённых сил, полиции и Службы национальной безопасности, которые были непосредственными участниками освобождения Шуши и других населенных пунктов, освобожденных в ходе этой операции, а также организаторы и руководители Шушинской операции. |             |
| Медаль «Мхитар Гош»           | Этой медалью награждались за выдающуюся государственную и общественно-политическую деятельность. |             |
| Медаль «Вачаган Барепашт»     | Медалью «Вачаган Барепашт» награждались за творческие достижения в сфере культуры, литературы, гуманитарных наук, искусства, здравоохранения, за благотворительную деятельность во благо НКР. |             |
| Медаль «Анания Ширакаци»      | Медалью «Анания Ширакаци» награждались архитекторы, ученые, изобретатели всех сфер экономики. |             |
| Медаль «Благодарность»        | Медалью «Благодарность» награждались лица, организации и коллективы, которые внесли весомый вклад в дело восстановления и развития народного хозяйства, науки, культуры, социальной сферы НКР и способствовали защите и международному признанию НКР. |             |

### Почётные звания
- Заслуженный деятель науки НКР
- Заслуженный педагог НКР
- Заслуженный журналист НКР
- Заслуженный деятель культуры НКР
- Заслуженный деятель искусств НКР
- Заслуженный артист НКР
- Народный артист НКР
- Заслуженный художник НКР
- Народный художник НКР
- Заслуженный архитектор НКР
- Заслуженный врач НКР
- Заслуженный юрист НКР
- Заслуженный деятель физкультуры и спорта НКР